# Łyski

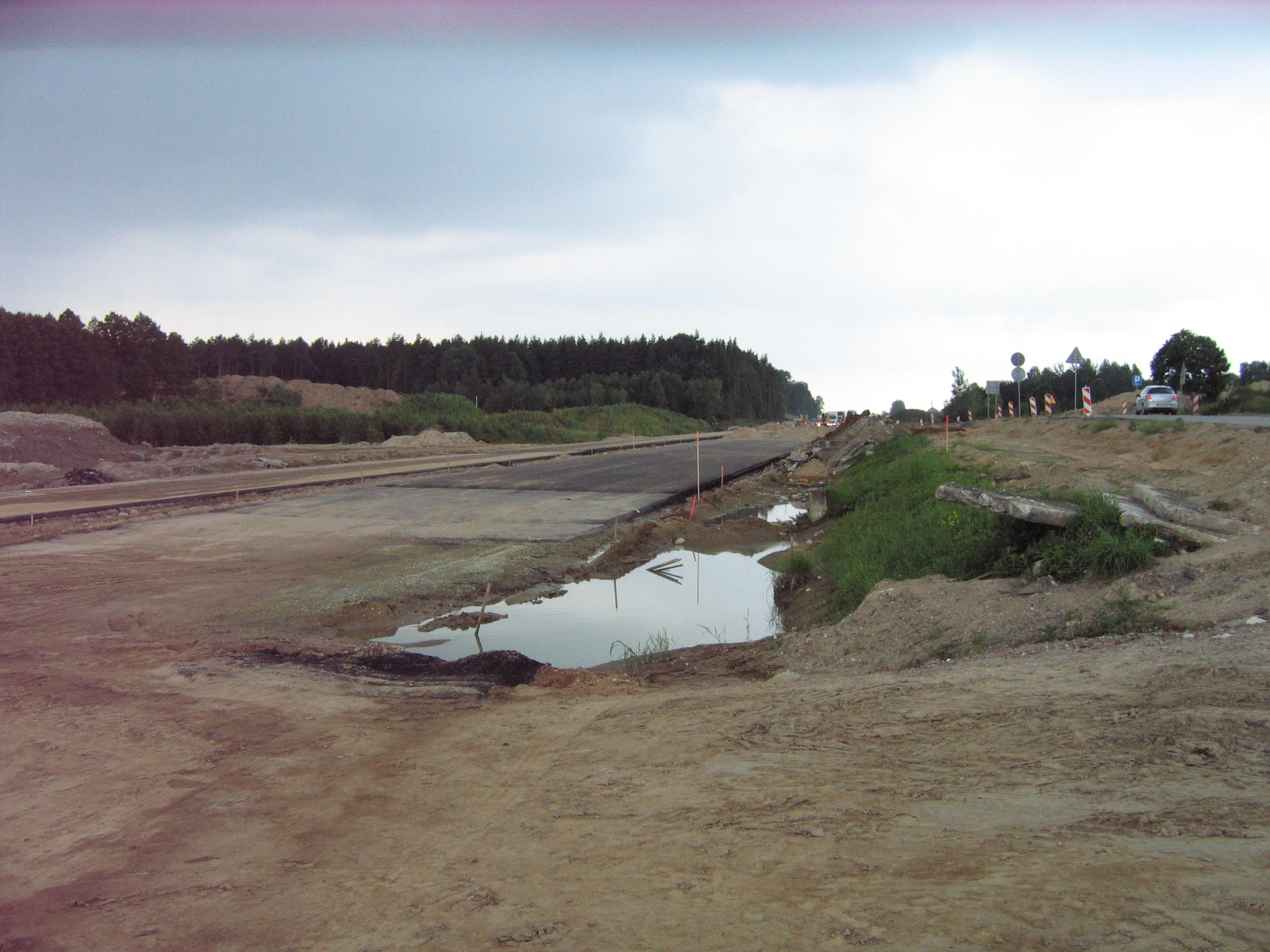
Zdjęcie z budowy drogi ekspresowej S8 sierpień 2011

Łyski – wieś w Polsce, położona w województwie podlaskim, w powiecie białostockim, w gminie Choroszcz.
W latach 1975–1998 wieś administracyjnie należała do województwa białostockiego.
W 1921 roku wieś liczyła 29 domów i 150 mieszkańców, w tym 108 katolików i 42 prawosławnych.
Wierni kościoła rzymskokatolickiego należą do parafii św. Jana Chrzciciela i św. Szczepana w Choroszczy, a prawosławni mieszkańcy miejscowości należą do parafii Opieki Matki Bożej w Choroszczy.

## Transport
Przez miejscowość przechodzą drogi.
- droga międzynarodowa E67 Helsinki – Kowno – Warszawa – Praga,
- droga ekspresowa S8 Kudowa-Zdrój – Wrocław – Warszawa – Białystok – Suwałki – Budzisko.